# Ephydridae
Ephydridae Zetterstedt, 1837 è una famiglia di ditteri brachiceri.

## Tassonomia
Si suddivide in 5 sottofamiglie comprendenti 19 tribù e complessivi 127 generi:
- Discomyzinae
  - Discomyzini
    - Actocetor Becker, 1903
    - Clasiopella Hendel, 1914
    - Discomyza Meigen, 1830
    - Discostriata Krivosheina, 2008
    - Eremomusca Mathis, 1985
    - Guttipsilopa Wirth, 1956
    - Helaeomyia Cresson, 1941
    - Hostis Cresson, 1945
    - Mimapsilopa Cresson, 1941
    - Paratissa Coquillett, 1900
    - Rhysophora Cresson
    - Trypetomima de Meijere, 1916

  - Psilopini
    - Ceropsilopa Cresson, 1917
    - Clanoneurum Becker, 1903
    - Cnestrum Becker, 1896
    - Cressonomyia Arnaud, 1958
    - Leptopsilopa Cresson, 1922
    - Peltopsilopa Hendel, 1914
    - Psilopa Fallén, 1823
    - Scoliocephalus Frey, 1958 (=Psiloposoma)
    - Trimerina Macquart, 1835
    - Trimerinoides Cresson, 1925
- Ephydrinae
  - Dagini
    - Brachydeutera Loew, 1862
    - Dagus Cresson, 1935
    - Diedrops Mathis & Wirth, 1976
    - Physemops
    - Psilephydra
    - Sinops

  - Ephydrini
    - Austrocoenia Wirth, 1970
    - Calocoenia Mathis, 1975
    - Cirrula Cresson, 1915
    - Coenia Robineau-Desvoidy, 1830
    - Dimecoenia Cresson, 1916
    - Ephydra Fallén, 1810
    - Ephydrella Tonnoir & Malloch, 1926
    - Halmopota Haliday, 1856
    - Neoephydra Mathis, 2008
    - Notiocoenia
    - Paracoenia
    - Paraephydra Mathis, 2008
    - Setacera Cresson, 1930

  - Parydrini
    - Callinapaea Sturtevant & Wheeler, 1954
    - Eutaenionotum Oldenberg, 1923
    - Parydra Stenhammar, 1844
    - Rhinonapaea

  - Scatellini
    - Amalopteryx Eaton, 1875
    - Haloscatella Mathis, 1979
    - Lamproscatella
    - Limnellia Malloch, 1925
    - Parascatella
    - Philotelma Becker, 1896
    - Scatella Robineau-Desvoidy, 1830 (=Apulvillus, Neoscatella)
    - Scatophila Becker, 1896 (=Centromeromyia)
    - Tauromima Papp, 1979
    - Teichomyza (sottogenere?)
    - Thinoscatella
- Gymnomyzinae
  - Discocerinini
    - Diclasiopa Hendel, 1917
    - Discocerina Macquart, 1835
    - Ditrichophora Cresson, 1924
    - Galaterina Zatwarnicki & Mathis, 2001
    - Gymnoclasiopa Hendel, 1939
    - Hecamedoides Hendel, 1917
    - Hydrochasma
    - Lamproclasiopa Hendel, 1933 (=Basila)
    - Orasiopa Zatwarnicki & Mathis, 2001
    - Pectinifer
    - Polytrichophora Cresson, 1924

  - Gastropini Cresson, 1948
    - Beckeriella Williston, 1897
    - Gastrops Williston, 1897

  - Gymnomyzini
    - Athyroglossa Loew, 1860 (=Parathyroglossa)
    - Cerometopum Cresson, 1914
    - Chaetomosillus Hendel, 1934
    - Chlorichaeta Becker, 1922
    - Gymnopiella Cresson, 1945
    - Hoploaegis
    - Mosillus Latreille, 1804 (=Gymnopa, Glabrinus)
    - Placopsidella Kertész, 1901
    - Platygymnopa
    - Stratiothyrea de Meijere, 1913
    - Trimerogastra Hendel, 1914 (=Pseudopelina)

  - Hecamedini
    - Allotrichoma Becker, 1896
    - Diphuia Cresson, 1914
    - Elephantinosoma Becker, 1903
    - Eremotrichoma Giordani Soika, 1956
    - Hecamede Haliday in Curtis, 1837 (=Soikia)

  - Lipochaetini
    - Glenanthe Haliday, 1839
    - Homalometopus
    - Lipochaeta
    - Paraglenanthe
    - Tronamyia Mathis & Zatwarnicki, 2004

  - Ochtherini
    - Ochthera Latreille, 1802
- Hydrelliinae
  - Atissini
    - Asmeringa Becker, 1903
    - Atissa Haliday in Curtis, 1837 (=Pelignellus)
    - Cerobothrium Frey, 1958
    - Isgamera
    - Ptilomyia Coquillett, 1900
    - Schema
    - Subpelignus

  - Dryxini
    - Afrolimna Cogan, 1968
    - Corythophora Loew, 1862 (=Karema)
    - Dryxo Robineau-Desvoidy, 1830 (=Blepharitarsis, Cyphops)
    - Oedenopiforma
    - Oedenops
    - Omyxa
    - Papuama Mathis & Zatwarnicki 2002
    - Paralimna Loew, 1862

  - Hydrelliini
    - Cavatorella Deonier, 1995
    - Hydrellia Robineau-Desvoidy, 1830
    - Lemnaphila

  - Notiphilini
    - Dichaeta Meigen, 1830
    - Notiphila Fallén, 1810
    - Psilopoidea

  - Typopsilopini
    - Eleleides Cresson, 1948
    - Typopsilopa Cresson, 1916
- Ilytheinae
  - Hyadinini
    - Axysta Haliday, 1839
    - Garifuna Mathis, 1997
    - Hyadina Haliday in Curtis, 1837
    - Lytogaster Becker, 1896
    - Nostima Coquillett, 1900 (=Philygriola)
    - Parahyadina Tonnoir & Malloch, 1926
    - Parydroptera
    - Pelina
    - Pelinoides Cresson, 1931
    - Philygria Stenhammar, 1844 (=Cressoniella, Pseudohyadina)

  - Ilytheini
    - Donaceus Cresson, 1943
    - Ilythea Haliday, 1839
    - Zeros Cresson, 1943
- incertae sedis
  - Microlytogaster Cresson, 1924
  - Rhynchopsilopa Hendel, 1913
  - Risa Becker, 1907